# Giovanna (cantante)
Giovanna Nocetti, nota con il solo nome Giovanna (Viareggio, 10 marzo 1945), è una cantante e produttrice discografica italiana.

## Biografia
Studia canto e chitarra con la professoressa Ida Neukusler, e inizia a partecipare a concorsi canori per dilettanti. Si trasferisce a Milano e studia armonia jazz con il maestro Sante Palumbo, che riesce a procurarle un contratto con la Meazzi, etichetta con cui debutta nel 1967.
Nel 1969 partecipa al gioco televisivo Settevoci con il brano Il muro cadrà facendosi conoscere a livello nazionale. Nel 1970 passa alla Ariston Records e partecipa al Cantagiro con Canne al vento, scritta da Mino Reitano; nello stesso anno partecipa alla Mostra internazionale di musica leggera di Venezia con Cronaca nera, scritta da Bruno Lauzi, classificandosi al secondo posto.
Con l'etichetta di Alfredo Rossi registra tre album: Una corsa pazza (1971) che contiene uno dei suoi pezzi più celebri, Io volevo diventare scritta per lei da Claudio Rocchi e Gerardo Carmine Gargiulo, Ho passato un brutto inverno (1973) e Una storia quasi vera (1975).
Nel 1971 partecipa a Canzonissima, dove presenta Sorge il sole, cover di Let the sunshine (tratto dal musical Hair). L'anno successivo si presenta di nuovo a Canzonissima, nella prima fase con Io volevo diventare, e nella fase del ripescaggio con una sua versione di E penso a te di Mogol e Lucio Battisti, che rimarrà inedita.
Sempre nel 1972, partecipa con Perché perché, scritta per il testo da Alessandro Colombini e Luigi Albertelli e per la musica da Edoardo Bennato, a Un disco per l'estate 1972. Nel 1973 gira una serie per una ditta di deodoranti per la rubrica televisiva Carosello; inoltre ritorna al Disco per l'estate con  Il fiume corre, l'acqua va, scritta da Gerardo Carmine Gargiulo e a Canzonissima. Nella prima fase con Questo amore un po' strano, nella seconda fase con Ricordo di un amore, giungendo alle semifinali con Un colpo di silenzio. Nel 1974 torna nuovamente a Canzonissima, si ferma alla prima fase, in cui ripresenta, Questo amore un po' strano. In questi anni posa nuda per l'edizione italiana di Playboy.
Nel 1979 ottiene successo con Il mio ex, cover di un brano brasiliano di Roberto Carlos Braga con testo italiano di Paolo Limiti. Il singolo scala le classifiche della hit parade posizionandosi per ben due anni consecutivi nella chart, alla posizione numero 14 nel 1979 e alla 47 nel 1980.
Nel 1984 compone una versione dell'Ave Maria, da lei stessa cantata con l'Orchestra Sinfonica Ludovico da Victoria del Pontificio Istituto di Musica Sacra, nella Sala Nervi del Vaticano, alla presenza di Papa Giovanni Paolo II. In questo periodo dirada le sue apparizioni, dedicandosi soprattutto alla produzione e fondando anche una casa discografica, la Kicco Music, che pubblica musica operistica e classica.
Autrice di un testo teatrale drammatico, La sottana, rappresentato a Roma al teatro La Piramide con la presentazione di Dacia Maraini. Nel 1994 scrive le musiche di Embargos, spettacolo di Enzo Moscato, con il quale vince il premio UBU.
Nel 1994 ha fondato la "Giovanna Nocetti Editore", con la quale pubblica libri di musica, teatro e didattica. Nella seconda metà degli anni novanta ha ottenuto nuova visibilità televisiva, partecipando come ospite a fianco di vari colleghi  a Ci vediamo in TV, trasmissione della prima fascia pomeridiana condotta da Paolo Limiti fra il 1996 e il 2002.
Nell'agosto 2008 a San Felice Circeo è stata interprete di uno spettacolo ideato dal regista Sergio Licursi sulla vita di Anna Magnani, per il quale ha composto una Ninna Nanna su testo dello stesso Licursi.
Giovanna si è anche occupata di regia teatrale, allestendo spettacoli di musica lirica, quali: Cavalleria rusticana e Pagliacci al Teatro Umberto Giordano di Foggia; Carmen al Teatro Coccia di Novara e molte altre.
Nel 2000 le viene commissionata dal Comitato del Giubileo una composizione destinata all'apertura dell'anno giubilare dal titolo Preghiera dell'Artista che lei stessa esegue nella Basilica di Santa Maria sopra Minerva in Roma.
Dal 2002 inoltre per cinque anni è direttore artistico dell'Anfiteatro di Rio Marina (Isola d'Elba) per il quale ogni anno cura l'allestimento e la regia degli eventi lirici.
Nel 2012 torna sugli schermi televisivi, in veste di direttrice d'orchestra, nel programma E state con noi in tv, condotto da Paolo Limiti su Rai 1.
È compositrice, con Enzo Campagnoli, della canzone Dietro un grande amore, con testo di Paolo Limiti, del film di Domiziano Cristopharo The Transparent Woman (2015).
A maggio 2019 pubblica il singolo "Ma meglio una donna", composto con Luigi Mosello e arrangiato dal maestro Roberto Russo su etichetta Music Universe.
Il 28 gennaio 2022 esce il doppio album Io Giovanna, distribuito dalla Kicco Music in CD e download digitale. L'album è stato anticipato dai singoli Il canto di un'Eneide diversa e Yo soy Maria (Maria de Buenos Aires) dei quali sono stati realizzati anche due videoclip. A maggio viene pubblicato anche il DVD con il live del concerto. Nello stesso anno viene nominata Direttore Artistico del Teatro Cagnoni di Godiasco Salice Terme (PV) in coppia con il giornalista Alessandro Paola Schiavi, suo collaboratore dal 2021.
Nel 2023 partecipa a svariate trasmissioni tv tra cui Domenica in e Oggi è un altro giorno su Raiuno e Pomeriggio 5 su Canale 5 condotto da Barbara D'Urso. Nel Settembre del 2023 a Spoleto durante il ''Festival di Spoleto'' dirige per la prima internazionale l'opera di Gian Carlo Menotti ''The Telephone'', ottenendo grande successo di pubblico e critica.
Nel 2024 esce l'album C'est la vie... (Kicco Music), che segna il ritorno ad un disco pubblicato fisicamente dopo 2 anni dal suo ultimo lavoro. Per la promozione Giovanna è ospite del ''TG2'' su Rai 2 oltre a partecipare a svariati programmi televisivi e radiofonici come nel programma di Manila Nazzaro su Rai Radio Tutta Italiana. Nello stesso anno il programma di Rai3 condotto da Francesca Fialdini ''Le Ragazze'', le dedica una monografia raccontata in prima serata, assieme ad altre due colleghe protagoniste degli anni '60.
Il 2024 la vede molto protagonista anche con un nuovo spettacolo dedicato all'amica e collega Gabriella Ferri a 20 anni dalla scomparsa, dal titolo ''Giovanna canta Gabriella Ferri'' in coppia con il Maestro Walter Bagnato. A fine anno esce il box, composto da tre CD, Le mie perle (Kicco Music) che contiene l'ultimo inedito scritto da Paolo Limiti ''Maledetto Vigliacco'', due brani di Don Backy, ''Buonanotte'' e ''Canzone'', oltre a nuove versioni dei suoi successi e altri brani mai pubblicati su CD.
Nel 2025 è ospite di Paolo Petrecca a Rai News 24 per ripercorrere la sua carriera, evento in cui annuncia la prossima uscita del disco dedicato a Don Backy e della sua biografia ''Io Volevo Diventare... Giovanna'' (Calibano Editore) redatta dal giornalista Alessandro Paola Schiavi con la prefazione di Pino Strabioli. Il 23 aprile 2025 esce il nuovo album Giovanna canta Don Backy, su etichetta Kicco Music, nel quale reinterpreta i grandi successi di Don Backy.

## Discografia

### Album
- 1971: Una corsa pazza (Ariston) (LP)
- 1973: Ho passato un brutto inverno (Ariston) (LP)
- 1975: Una storia quasi vera (Ariston) (LP)
- 1980: Giò (Ri-Fi) (LP)
- 1982: Giovanna (Ri-Fi) (LP)
- 1983: Macchie d'amore (Kicco) (LP)
- 1984: 'Na sera 'e maggio (Drums) (LP)
- 1985: Tentazioni (Kicco) (LP)
- 1987: La voce dell'amore (Kicco) (LP)
- 1990: Giò (Kicco) (CD)
- 1991: L'amante mia (Kicco) (CD)
- 1991: Vecchio frak (Kicco) (MC)
- 1993: Noi, fra un tango e una canzone (Kicco) (MC, CD) (ristampato in digitale col titolo Giovanna and Her Friends)
- 1994: Giò - La donna che amo (Kicco) (2 CD)
- 1994: Lega l'amore (Kicco) (MC)
- 1997: Giovanna canta Nino Rota (Kicco) (LP, CD)
- 1999: Songs e melodies (Kicco) (CD)
- 2000: Le canzoni di Paolo Limiti (Saar) (CD)
- 2008: The best of my life (Kicco) (CD)
- 2010: Il mio ex - Le canzoni di Paolo Limiti vol. 2 (Azzurra music) (CD)
- 2022: Io Giovanna (Kicco) (2 CD)
- 2024: C'est la vie... (Kicco) (CD)
- 2024: Le mie perle (Kicco) (3 CD)
- 2025: Giovanna canta Don Backy (Kicco) (CD)

### Singoli

#### 45 giri
- 1967: Ricordi notturni/Piango (Meazzi)
- 1967: Un uomo così/Mi aspettavo qualcosa di più (Meazzi)
- 1968: Rido per farmi coraggio/Va (Meazzi)
- 1968: Non bacio al lunedì/Prendi il cavallo (Meazzi)
- 1969: Viva l'amore/Lunghe notti (Meazzi)
- 1969: Il muro cadrà/Quanto ti amo (Meazzi)
- 1970: Canne al vento/Canto per dimenticare te (Ariston)
- 1970: Cronaca nera/Un momento nella sera (Ariston)
- 1971: Io volevo diventare/Sono solo una donna (Ariston)
- 1971: Sorge il sole/È venuta la notte, è venuto il mattino (Ariston)
- 1972: Perché, perché/Tutto (Ariston)
- 1973: Il fiume corre e l'acqua va/Dolci fantasie (Ariston)
- 1974: Questo amore un po' strano/Malata d'allegria (Ariston)
- 1974: Malata d'allegria/Shalom shula shalom (Ariston)
- 1975: Mi sento abbandonata/Il mio mondo vero (Ariston)
- 1975: Fallaste corazon/Pa todo el año (Ariston)
- 1976: Ti senti solo stasera/Ciao (Ariston)
- 1977: Ama-mi/Amore che vai (Ariston)
- 1977: La ninna nanna dei mostri/Lullaby for monsters (Ariston)
- 1978: Angelo/Un baffo diabolico (Ri-Fi)
- 1979: Il mio ex/Matta (Ri-Fi)
- 1980: Vi amo tutti e due/Ci vuole di più (Ri-Fi)
- 1981: Italian gigolò/Rimani con me (Ri-Fi)
- 1982: Una carezza/Sono innamoratissima (Ri-Fi)
- 1982: Domani (Tomorrow)/Al telefono (Ri-Fi)
- 1983: Attimi/Milano (Kicco)
- 1984: Solo per te/Hey, guardami un po' (Panarecord)
- 1985: Giampaolo/Marzio (Kicco)
- 1985: Ave Maria/Ave Maria (strumentale) (Kicco)
- 1986: Tempo d'estate/Summer game (Kicco)
- 1987: Quant'è bella l'estate/Una furia nel cuore (Kicco)
- 1988: Fascino latino/Troppo presto (Kicco)
- 1989: Dimmelo/Se Arbore ti cucca (Kicco)

#### Singoli digitali
- 2009: Trenta giorni (Kicco)
- 2010: Entre mis brazos (Kicco)
- 2011: Inno di Mameli (Kicco)
- 2011: Graçias a la vida (con Enzo Palumbo) (Kicco)
- 2011: Ave Maria (Kicco)
- 2011: Inno a San Marco Venezia (Kicco)
- 2012: Unchained melody (Kicco)
- 2012: Confusione (con Regina And Her Drag Queens) (Kicco)
- 2012: Salma ya salama (Kicco)
- 2012: Marie Marie (Giovanna Sings Bécaud) (Kicco)
- 2013: Pazzo di lei (Kicco)
- 2013: Core malato (Kicco)
- 2013: Y viva España (Escobar) (Kicco)
- 2013: La serenata (Kicco)
- 2013: Il mare calmo della sera (Kicco)
- 2013: Nosotros (Dedicato a Luis Martinez) (Kicco)
- 2013: La nostra musica (con Ilde Mancuso) (Kicco)
- 2013: A serenata 'e Pulecenella (Kicco)
- 2014: Hasta Siempre (Kicco)
- 2014: Indifferentemente (Kicco)
- 2014: La Virgen de la Macarena (Kicco)
- 2014: Sinnò me moro (Kicco)
- 2014: Messa di gloria in F Major: Qui Tollis (con Fabio Armiliato) (Kicco)
- 2014: Mare verde (Kicco)
- 2014: Historia de un Amor (Kicco)
- 2014: Chitarra vagabonda (Spanish Version) (Kicco)
- 2014: Je so' pazzo (con Mirna Doris e Sasà Trapanese) (Kicco)
- 2014: La dolce vita (Kicco)
- 2014: Alfonsina y el Mar (Lounge Version) (Kicco)
- 2014: L'uomo del no (Kicco Records)
- 2016: Mamma (Kicco)
- 2016: I Malavoglia (Kicco)
- 2016: Amor de mis amores (Que nadie sepa mi sufrir) (Kicco)
- 2016: No potho reposare (Adiosa) (con Giusy Pischedda) (Kicco)
- 2017: Abracadabra (con Marc Norant) (Kicco)
- 2019: Ma meglio una donna (Kicco)
- 2020: Questa vita (Kicco)
- 2020: No vale la pena enamorarse (Kicco)
- 2020: No vale la pena enamorarse (con Elena Presti) (Gianni Gandi)
- 2020: Siamo (con Angela Di Liberto) (Edizioni Caramba)
- 2020: Il mio ex (Remix) (Kicco)
- 2021: El Porompompero (con Elena Presti e Gianluca Rando) (Gianni Gandi)
- 2021: Le donne amano (con Angela Di Liberto) (Kicco)
- 2021: Dentro le nuvole (Kicco)
- 2022: Yo soy Maria (Maria de Buenos Aires) (Kicco)
- 2022: Com'è triste Venezia (con Adolfo Stevanato) (Kicco)
- 2022: Un baffo diabolico (2.0) (Kicco)
- 2022: Confusione (2.0) (con Giovanni Amodeo) (Kicco)
- 2022: Milano (con Gianluca Rando) (Kicco)
- 2022: Canto antico (Kicco)
- 2022: El Porompompero (con Gianluca Rando Guitar) (Kicco)
- 2022: Solo per te (con Les Naifs) (Kicco)
- 2022: Lei chi è (Duetto) (con Enrico Dalceri) (Kicco)
- 2022: Vivo per lei (con Adolfo Stevanato) (Kicco)
- 2022: Bella (con Monica Vanin) (Kicco)
- 2023: La canzone del pescatore (Vurria addeventare) (con Anna Spagniuolo) (Kicco)
- 2023: Noi due nel tempo (Dall'opera multimediale "Chronos") (Kicco)
- 2023: Brindiamo a questa vita (Tutto può cambiare) (Kicco)
- 2023: Requerido de la Alhambra (con Alex Maltauro Berto Guitar) (Kicco)
- 2023: New York New York (con Domiziano Cristopharo) (Kicco)
- 2023: Pandora (Pandora rap) (con Ilde Mancuso) (Kicco)
- 2023: Solo per te (con Giovanni Amodeo) (Kicco)
- 2024: Hava Nagila (con Alma Manera) (Joseba Label)
- 2024: Sinnò me moro (Nuovo) (Kicco)
- 2024: Dietro un grande amore (New version) (Kicco)
- 2024: Dora (Romance de Dora) (Spanish version) (Kicco)
- 2024: Stella Diana (New) (Kicco)
- 2024: Hava nagila (Yddish Song) (Kicco)
- 2024: Solo per te (New version) (Kicco)
- 2024: Com'è triste Venezia (Kicco)
- 2024: Sono quel che sono (E fai quel che ti pare) (con Alessandro) (Kicco)
- 2024: Io ti penso amore (con Violino Simona Bruno) (Kicco)
- 2024: Vivo per lei (con Tania Di Giorgio) (Kicco)
- 2025: Maledetto vigliacco (Kicco)

### Raccolte e ristampe
- 2011: Giovanna for collectors (All my recordings from 1969 to 1980) (Kicco)
- 2011: Giovanna: The Best of My Life (Kicco)
- 2011: Giovanna una storia quasi vera (Kicco)
- 2011: Giovanna canta Nino Rota (Kicco)
- 2011: L'amante mia (Canzoni e poesie di Napoli) (Kicco)
- 2011: Winter Days (Kicco)
- 2011: Nilla Pizzi 2006, l'ultima registrazione (Nilla Pizzi - Giovanna) (Kicco)
- 2011: Giovanna and Her Friends (Kicco)
- 2011: Giovanna Hits (Kicco)
- 2011: Songs & Melodies: The Most Beautiful Neapolitan Songs and Opera Arias (Kicco)
- 2011: Giò (Kicco)
- 2011: Segoviana (Kicco)
- 2011: Hava Nagila (Kicco)
- 2011: Like a Serenade (Kicco)
- 2011: Ieri e oggi (Kicco)

(Tutte le raccolte e ristampe sono state editate dalla Kicco in formato digitale nel corso del 2011 e contengono quasi tutta la produzione di Giovanna uscita in precedenza solo su Long playing o CD.)

### Partecipazioni
- 2021: Il Giardino di Sergio (lavocedelledonne) - Giovanna interpreta il brano Adesso si

## Filmografia
- 2010 - The Museum of Wonders di Domiziano Cristopharo
- 2011 - Hyde's Secret Nightmare di Domiziano Cristopharo
- 2015 - The Transparent Woman di Domiziano Cristopharo